# Asmate uniformis
Asmate uniformis là một loài bướm đêm trong họ Geometridae.